# Суперсеть

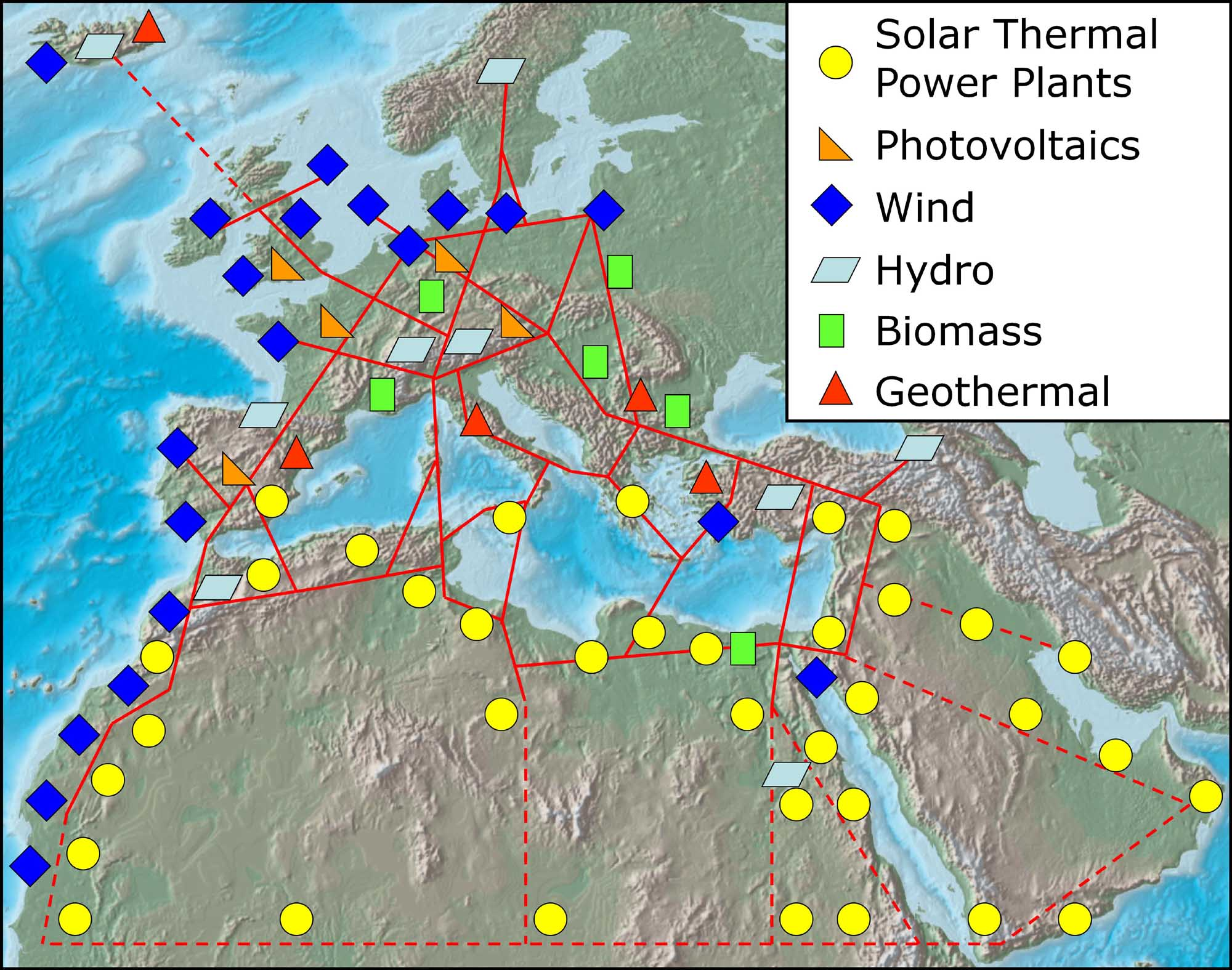
Одна из концепций суперсети, связывающей альтернативные источники энергии Северной Африки, Ближнего Востока и Европы. (DESERTEC)

Суперсеть (англ. Super grid) — огромная международная сеть передачи электроэнергии, позволяющая торговать большими объёмами электричества на больших расстояниях.

## История
Идея создания международных энергетических сетей для использования удаленных возобновляемых источников энергии не нова. В США в 1930-х годах было предложение построить электросеть от дамб на тихоокеанском северо-западе до потребителей в Южной Калифорнии, но проект был раскритикован и отвергнут. В 1961 году президент США Джон Кеннеди поручил реализовать масштабный проект с использованием новой шведской технологии HVDC. Проект был реализован в тесном сотрудничестве General Electric со шведской ASEA и получил название Pacific DC Intertie.
Термин «суперсеть» (англ. Super grid) берет начало в 1960-х годах, когда он стал использоваться для описания развивающейся унификации энергосети Великобритании.
В сетевом кодексе Великобритании (англ. Grid Code) суперсеть определяется как часть британской энергосистемы, которая имеет напряжение, превышающее 200 кВольт. Поэтому в Великобритании под суперсетью понимают только суперсеть Национальной сетевой компании в Англии и Уэльсе.
Европа начала унифицировать свои энергосети в 1950-х годах, а в настоящее время крупнейшая унифицированная энергосеть UCTE обслуживает 24 страны. Проводится серьёзная работа по унификации европейской сети UCTE с соседней Единой энергетической системой России и стран бывшего СССР (англ. IPS/UPS). Если эта работа будет завершена, то эта масштабная энергосеть охватит 13 временных зон от Атлантического до Тихого океана.
Поскольку подобные энергосети охватывают огромные расстояния, а также из-за проблем с контролем, мощности для передачи больших объёмов электроэнергии остаются ограниченными. В концепциях SuperSmart Grid (Европа) и Unified Smart Grid (США) указываются основные технологические улучшения, необходимые для обеспечения стабильной работы и прибыльности таких трансконтинентальных мегасетей.